# Црква Свете Петке у Великом Пупавцу
Црква Свете Петке у Великом Пупавцу, насељеном месту поред Пролом бање, на територији општине Куршумлија, припада Епархији нишкој Српске православне цркве.
Црква посвећена Преподобној мати Параскеви налази се поред пута за Рударе, непосредно уз фабрику „Пролом вода”, удаљена 1,5 км од хотела „Радан”. Црквиште је откривено 1918. године. Претпоставља се да храм потиче из немањићког или старијег периода.
По пројекту Завода за заштиту споменика културе из Ниша, обнавља се ова једнобродна грађевина. Гради се од камена и препокрива каменим плочама.